# Epidromia zetophora
Epidromia zetophora är en fjärilsart som beskrevs av Achille Guenée 1852. Epidromia zetophora ingår i släktet Epidromia och familjen nattflyn. Inga underarter finns listade i Catalogue of Life.